# 세라 실버먼
세라 실버먼(Sarah Silverman, 1970년 12월 1일 ~ )은 미국의 코미디언, 배우이다.

## 출연 작품
- 스쿨 오브 락
- 우리도 사랑일까
- 주먹왕 랄프
- 빌리 진 킹: 세기의 대결 - 글래디스 헬드맨 역
- 북 오브 헨리
- 주먹왕 랄프 2: 인터넷 속으로 - 바넬로피 역(목소리)